# Louis Alincbrot

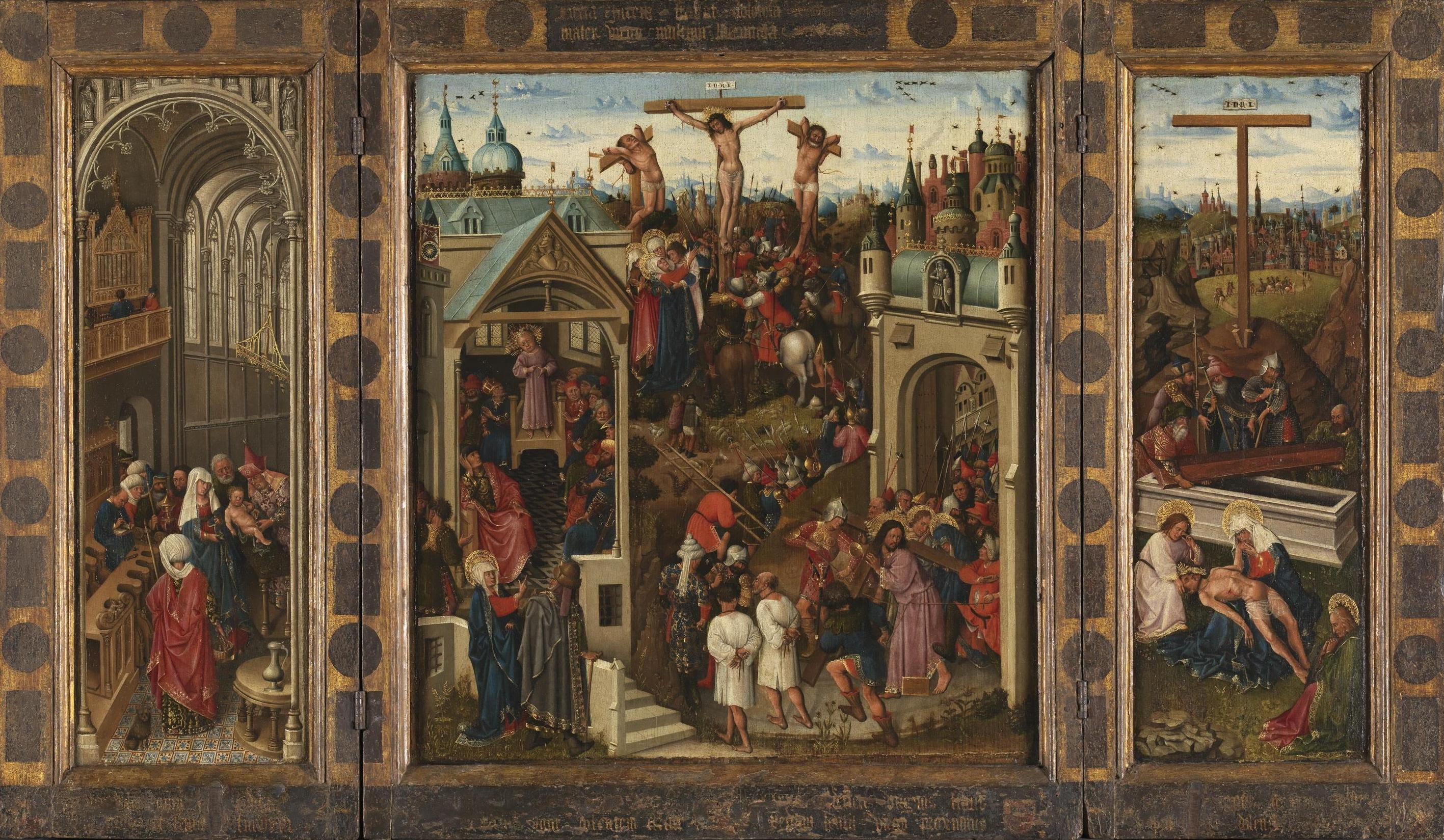
Tríptico con pasajes de la vida de Cristo, óleo sobre tabla, 78 x 134 cm, Madrid, Museo del Prado, ahora atribuido a un Maestro de las Horas Collins.

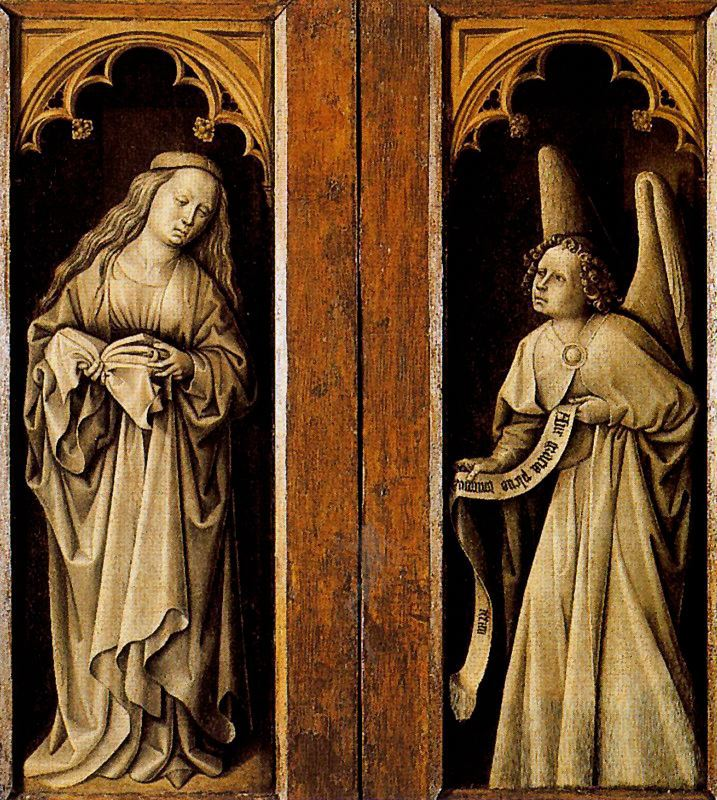
Anunciación en grisalla, puertas exteriores.

Louis Alincbrot van Brugge, también llamado Lodewijk Allyncbrood o Alimbrot (fl. 1432-1463), fue un pintor de estilo gótico flamenco natural de Brujas y activo en Valencia en los años centrales del siglo XV.
Hay constancia de su intervención en la fundación de la cámara del Espíritu Santo de Brujas en 1428 y su pertenencia al gremio de pintores y guarnicioneros de aquella ciudad en 1432 y hasta 1437. En este año debió de trasladarse a Valencia, donde se le menciona ya en 1439, aunque no se inscribió como habitante de la ciudad hasta 1448. Murió en ella según algunas fuentes en octubre de 1460 o diciembre de 1463.
Ninguna obra se le puede asignar con seguridad y de la documentación conservada no se desprende que recibiese encargos importantes, si bien se le ha venido atribuyendo de forma ahora rechazada un Tríptico con pasajes de la vida de Cristo o Tríptico de la Crucifixión, también llamado Tríptico Corella, procedente del convento carmelita de la Encarnación de Valencia, pues se pensaba pintado en Valencia por algún maestro nórdico. Adquirido en 1931 para el Museo del Prado, el tríptico conserva su marco original, con versos del Stabat Mater y los escudos de Matías Corvino, rey de Hungría casado con la nieta de Alfonso V de Aragón, y de los Ruiz de Corella, condes de Cocentaina. La tabla central, de compleja composición, reúne las escenas del Niño Jesús disputando con los doctores, el Camino del Calvario y la Crucifixión, con la Circuncisión y la Piedad en las tablas laterales, hasta reunir en conjunto más de noventa figuras. En las puertas, en sus caras exteriores, pintadas en grisalla, se representa el tema de la Anunciación fingiendo mármol. El carácter realista de ciertos detalles ha hecho suponer que el autor del tríptico pudo conocer la obra de Jan van Eyck, si bien lo abigarrado de sus composiciones, con abundancia de detalles anecdóticos, y la torpe creación del espacio perspectivo, falto de profundidad, acusan cierto arcaísmo. El soporte empleado —madera de roble— la preparación y los materiales utilizados, indican, sin embargo, según estudios recientes, que el tríptico se pintó en el norte de Francia o el sur de Flandes, y se ha atribuido a un iluminador de manuscritos relacionado con el Maestro de Flemalle y con Jacques Daret conocido como Maestro de Collins o Maestro de las Horas Collins por uno de aquellos manuscritos ahora en Philadelphia Museum of Art.
A Louis Alincbrot también se le ha atribuido una tabla con el Calvario, antes en la colección Bauzá de Barcelona, según José María de Azcárate inspirada en Rogier van der Weyden.
Su hijo Joris o Jordi Allincbrod, también pintor, alcanzó la mayoría de edad en 1459 y aparece registrado en 1460 en el gremio de pintores de Brujas. En 1446 se le habían nombrado tutores en Brujas pues, aparentemente, su padre había abandonado a la familia llevándose buena parte de la herencia que había correspondido a Joris de los bienes dejados por sus abuelos.